# قرار مجلس الأمن التابع للأمم المتحدة رقم 1088
قرار مجلس الأمن التابع للأمم المتحدة رقم 1088، المتخذ بالإجماع في 12 كانون الأول / ديسمبر 1996، بعد التذكير بجميع القرارات المتعلقة بالصراعات في يوغوسلافيا السابقة، ولا سيما القراران 1031 (1995) و1035 (1995)، وبموجب الفصل السابع من ميثاق الأمم المتحدة، أذن المجلس بإنشاء قوة تحقيق الاستقرار في البوسنة والهرسك لتحل محل قوة التنفيذ.
في مؤتمر حول البوسنة والهرسك كانت هناك خطة عمل لتدعيم عملية السلام. أجريت الانتخابات في البلاد وفقًا لاتفاقية دايتون، وتم إنشاء المؤسسات على النحو المنصوص عليه في دستور البوسنة والهرسك. وقد لعبت كرواتيا وجمهورية يوغوسلافيا الاتحادية (صربيا والجبل الأسود) دورًا إيجابيًا في عملية السلام، وتم الترحيب بجهود الجميع، بما في ذلك الممثل السامي وقوة التنفيذ والمنظمات الدولية الأخرى.
ورحب مجلس الأمن بالاعتراف المتبادل بين الدول الخلف ليوغوسلافيا السابقة وشدد على أهمية التطبيع الكامل لعلاقاتهما الدبلوماسية. وتم تذكيرهم بالتزاماتهم بموجب قرارات مجلس الأمن السابقة والتنفيذ الكامل لاتفاقية دايتون والتعاون مع الأمم المتحدة.
سُمح للدول الأعضاء بإنشاء قوة تحقيق الاستقرار كخلف قانوني لقوة التنفيذ لمدة 18 شهرًا. كان عليهم اتخاذ جميع التدابير اللازمة لضمان الامتثال للملحق 1-أ من اتفاقية السلام وحقها في الدفاع عن نفسها ضد الهجمات أو التهديدات. كما طلبت البوسنة والهرسك تمديد عمل قوة شرطة الأمم المتحدة (قوة الشرطة الدولية) التي كانت جزءًا من بعثة الأمم المتحدة في البوسنة والهرسك. ومُددت ولاية بعثة الأمم المتحدة في البوسنة والهرسك حتى 21 كانون الأول / ديسمبر 1997، وطالب مجلس الأمن جميع بعثات الأمم المتحدة بالعمل معاً.

## روابط خارجية
- نص القرار في undocs.org